# Фемическо убийство
Като фемическо убийство стават известни политическите убийства, които са извършени въз основа на самоправораздавателна наказателна присъда (на немски: Feme) сред предатели от тайни, конспиративни десни групировки в първите години на Ваймарската република. Практиката на убийствата става известна през 1925 година. Напоследък подобни убийства също биват наричат по този начин в някои медии.

## Разграничение на термини
Феме (от среднодолнонемското veime = наказание) обозначава на езика на десните екстремистки нелегални съпротивителни движения акт на самоправораздаване: убийството на „предатели“, които – като членове на групировката или като външни лица – са знаели местоположението на складовете на оръжия или някакви други тайни и са ги докладвали на официалните съдебните власти или са заплашвили да сторят това. Това пише в устава на организация „Консул“, дясно терористично антисемитско тайно общество, основано през 1920 г.: „Предателите стават жертва на феме". През ноември 1925 г. списанието Die Weltbühne публикува анонимна статия на Карл Мертенс за убийствата на повече от двадесет членове на десни групировки.
Понякога терминът се използва и за политическите убийства на демократични политици като Матиас Ерцбергер (1921 г.), Карл Гарейс (1921 г.) и Валтер Ратенау (1922 г.), както и за неуспешния опит за покушение срещу Филип Шайдеман (1922 г.) от членове на организацията „Консул“. Според политолога Ханс-Хелмут Кнутер тези убийства, както и политическите убийства отляво, трябва да бъдат разграничени от действителните фемически убийства. По същия начин, през 1926 г. комитет на Райхстага разграничава фемическите убийства от други политически убийства, като ограничава употребата на термина до убийството на предатели на тайни, планирано от група, но включва подобни действия от леви екстремистки групировки.

## Брой на жертвите
Почти всички тези фемически убийства са се случили в смутните ранни години на Ваймарската република. Пикът е бил достигнат през 1923 г., когато хиперинфлацията, съюзническата окупация на Рурската област, пучът над Хитлер и сепаратистки стремежите разтърсват Германския райх. Общо до 1924 г. близо 400 политически противници стават жертва на дяснорадикални и националсоциалистки атентати на организацията „Консул“, Съюза „Викинг“, Черния райхсвер, Щурмовия отдел Росбах, баварския граждански вер и техните приемни организации.